# Církevní oblast Emilia-Romagna
Církevní oblast Emilia-Romagna (ital. Regione ecclesiastica Emilia-Romagna) je jedna z 16 církevních oblastí, do nichž je rozdělena katolická církev v Itálii. Skládá se ze třech církevních provincií, do nichž je rozděleno 15 diecézí v italském regionu Emilia-Romagna a na úzení Republiky San Marino.

## Rozdělení
Církevní oblast Emilia-Romagna je rozdělena do třech církevních provincií:
- Církevní provincie boloňská:
  - Arcidiecéze boloňská
  - Diecéze Faenza-Modigliana
  - Arcidiecéze Ferrara-Comacchio
  - Diecéze Imola
- Církevní provincie modenská:
  - Arcidiecéze Modena-Nonantola
  - Diecéze Carpi
  - Diecéze Fidenza
  - Diecéze parmská
  - Diecéze Piacenza-Bobbio
  - Diecéze Reggio Emilia-Guastalla
- Církevní provincie ravennská:
  - Arcidiecéze Ravenna-Cervia
  - Diecéze Cesena-Sarsina
  - Diecéze Forlì-Bertinoro
  - Diecéze Rimini
  - Diecéze San Marino-Montefeltro

## Statistiky
- plocha: 25 160 km²
- počet obyvatel: 4 434 133
- počet farností: 2 686
- počet diecézních kněží: 2 012
- počet řeholních kněží: 634
- počet stálých jáhnů: 589

## Biskupská konference oblasti Emilia-Romagna
- Předseda: Matteo Maria Zuppi, arcibiskup-metropolita v Boloni
- Místopředseda: Lorenzo Ghizzoni, arcibiskup-metropolita v arcidiecézi Ravenna-Cervia
- Sekretář: Tommaso Ghirelli, biskup v diecézi imolské

### Přehled předsedů biskupské konference církevní oblasti Emilia-Romagna
- Giovanni Battista Nasalli Rocca di Corneliano, arcibiskup-metropolita v Boloni
- Giacomo Lercaro, arcibiskup-metropolita v Boloni (1952-1968)
- Antonio Poma, arcibiskup-metropolita v Boloni (1968-1983)
- Enrico Manfredini, arcibiskup-metropolita v Boloni (1983)
- Giacomo Biffi, arcibiskup-metropolita v Boloni (1984 - 2003)
- Carlo Caffarra, arcibiskup-metropolita v Boloni (2003 - 2015)
- Matteo Maria Zuppi, arcibiskup-metropolita v Boloni (od 2016)